# 500 La hán
Năm trăm La hán (chữ Hán: 五百罗汉, Ngũ bách La hán) là một danh xưng để chỉ đến nhóm các La hán, phổ biến trong các kinh điển Phật giáo Đại thừa ở Trung Quốc. Số lượng các La hán ban đầu chỉ có 4, tăng dần lên 10, 16, rồi trở nên phổ biến trong với hình tượng 18 La hán và phát triển thành nhóm 500 La hán trong truyền thống Phật giáo Trung Quốc.

## Lịch sử
Có nhiều dị bản khác nhau về nguồn gốc hình thành nhóm 500 La hán, xoay quanh 6 giả thuyết chính:
- Căn cứ lời Phật thuyết pháp truyền đạo cho các đệ tử. Theo Thập tụng luật quyển IV: Lúc Đức Phật còn tại thế, tháp tùng Ngài truyền đạo có 500 đệ tử, được xưng là "500 La hán".[2]
- Căn cứ vào số lượng các tỳ kheo tham gia đại hội kết tập từ lần thứ nhất đến lần thứ tư. Theo sách "Phật ngũ bách đệ tử tự thuyết bổn khởi kinh" ghi lại: Sau khi Phật nhập diệt, để tránh những lầm lạc về sau, tôn giả Ca-diếp đã triệu tập 500 tỳ kheo để tập hợp ghi chép lại những lời Đức Phật để lại. 500 tỳ kheo tham gia đại hội kiết tập được gọi là 500 La hán.